# Georges-Marie Vermiel du Conchard
Georges-Marie Vermiel du Conchard, francoski general, * 1881, † 1962.